# Infants Creek Tramway
| Infants Creek Tramway                                                                              | Infants Creek Tramway |
| -------------------------------------------------------------------------------------------------- | --------------------- |
| Shantytown Steam Train mit Lok NZR L 508 und zwei historischen Personenwagen im Bahnhof Shantytown |                       |
| Streckenlänge:                                                                                     | 1,5 km                |
| Spurweite:                                                                                         | 1067 mm (Kapspur)     |
| |                       |

Die Infants Creek Tramway, auch als Infants Creek Tram Line oder Shantytown Steam Train bezeichnet, ist eine Museumseisenbahn im Shantytown Heritage Park, zwischen Kumara Junction und Greymouth, an der Westküste der Südinsel von Neuseeland.

## Lage
Die entlang einer im 19. Jahrhundert verlegten Busch-Tram-Strecke neu aufgebaute Schmalspurbahn mit einer Spurweite von 1067 mm (3½ Fuß) führt vom Bahnhof in Shantytown über eine Haltestelle bei der Sägemühle im Infants Creek zu einem 1,5 km vom Startpunkt entfernt liegenden Endbahnhof, an dem sich der Zug sehr gut fotografieren lässt. Die Züge fahren ab 9:45 Uhr den ganzen Tag über in regelmäßigen Zeitabständen. Die Fahrkarten sind im Eintrittspreis des dort gelegenen Freilichtmuseums eingeschlossen. Die Passagiere können an der Sägemühle aussteigen, um sich die viermal am Tag in Betrieb genommene sluice gun vorführen zu lassen.

## Fahrzeuge

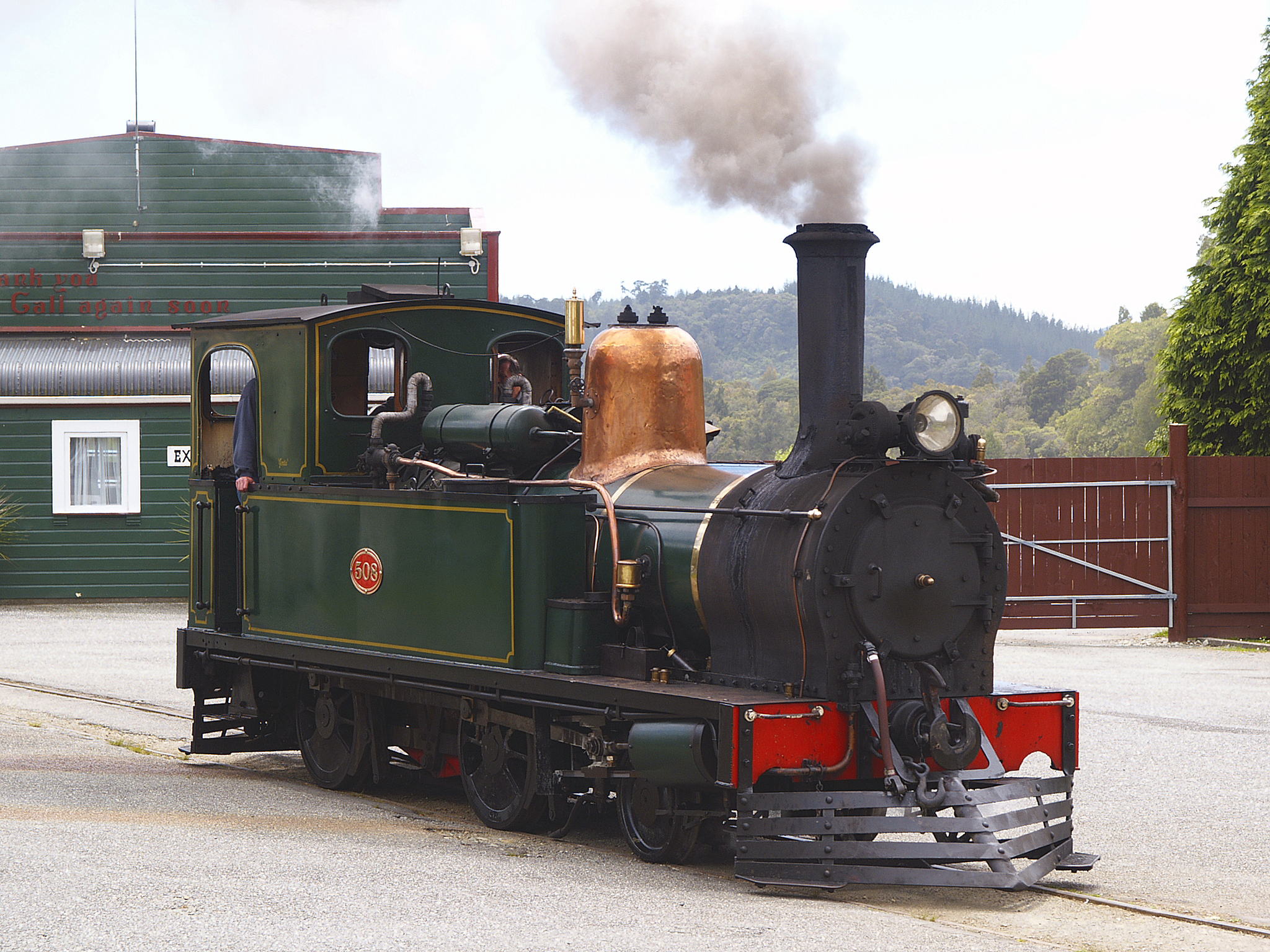
NZR L 508 im Shantytown Heritage Park,
West Coast, Südinsel von Neuseeland, 1877 erbaut

Die historischen Eisenbahnwagen werden entweder von Gerty (L 508), einer Dampflok der NZR LA Klasse von 1877, die von der  Avonside Engine Company in England gebaut wurde und von der NZR Hillside in Petone und dem neuseeländischen Newmarket generalüberholt wurde, oder durch Kaitangata, einer verbesserten F-Klasse aus dem Jahr 1896 gezogen.
| Name                       | Hersteller                                | Serien-Nr. | Jahr | Technische Daten                                                                         | Kommentar |
| -------------------------- | ----------------------------------------- | ---------- | ---- | ---------------------------------------------------------------------------------------- | --- |
| Kaitangata                 | Sharp Stewart & Co. Glasgow, Scotland     | 4270       | 1896 | Dampflok, 22 t, 267 × 457 mm (10.5 × 18 Zoll) Zylinder, 914 mm (36 Zoll) Raddurchmesser  | Die verbesserte Version der F-Klasse ähnelte der F-Klasse der New Zealand Railways (N.Z.R.). Sie wurde für die Kaitangata Coal & Railway Co. gebaut und auf deren 8 km langen Bahnlinie von der Kohlengrube bei Kaitangata zum Gleisanschluss der N.Z.R. bei Stirling eingesetzt. Nach der Übernahme durch das State Mines Department in den 1950ern wurde die Lok bis zur Stilllegung der Grube im Jahr 1969 eingesetzt. Im Februar 1971 wurde sie an das Freilichtmuseum Shantytown gestiftet. |
| 508, Gerty                 | Avonside Engine Company, Bristol, England | 1206/77    | 1877 | Dampflok, 20 t, 267 × 457 mm (810.5 × 18 Zoll) Zylinder, 914 mm (36 Zoll) Raddurchmesser | Eine der zehn für die New Zealand Railways gebauten Loks der L-Klasse. 1901 an das Public Works Department verkauft, wo sie die Nummer 508 erhielt. Die Lok wurde zwischen 1903 und 1931 als Baueisenbahn eingesetzt. 1974 erwarb die Tauranga Historic Village die Lok und betrieb sie für 14 Jahre bis zur Schließung des Museums. Shantytown erwarb die Lok mit der Hilfe eines 'Lottery – Environment & Heritage Grant' und nahm sie nach der Generalüberholung von 2002 wieder in Betrieb. Das Kessel-Zertifikat lief 2014 ab. |
| Climax                     | Climax Locomotive Works in Pennsylvania   | 1203       | 1912 | Dampflok, 20 t, 228 × 305 mm (9 × 12 Zoll) Zylinder, 762 mm (30 Zoll) Raddurchmesser     | Eine der besterhaltenen Climax-Getriebeloks. Gebaut für Potate Timber Co. in Matapuna bei Taumarunui. Zusammengebaut in den Werkstätten der NZ Railways in Petone, ein paar Jahre später an die Pukaweka Sawmills Limited in Mananui verkauft. Einsatz als Waldeisenbahn auf der Nordinsel, z. B. für Ellis & Burnand und in den 1940ern bei E & B’s Mangapahei. Ab 1852 als Rangierlok verwendet. John Melse kaufte sie 1968 und verleaste sie 1971 an die Museumsgesellschaft, wo sie bis 1973 eingelagert wurde, als die Restaurierung begann. Sie wurde 1980 wieder in Betrieb genommen. 1988 schenkte sie John Melse an die Museumsgesellschaft. Sie wurde 2002 außer Betrieb genommen und ist seitdem eingelagert. |
| Opossum                    |                                           |            | 1875 | Dampflok                                                                                 | Eine der frühesten in Neuseeland gebauten Loks une das älteste vollständig erhaltene Exemplar. 1875 für die NZR gebaut. Bei Anlieferung wurde sie in Foxton eingelagert. Sie wurde dann 1877 an Butler & O’Connor, GM verkauft. Nach nur einem Jahr wurde sie an das Public Works Department, Harbour Works weiterverkauft. Dann 1884 an das Greymouth Harbour Board und 1911 an Ogilvie's in Gladstone. Sie wurde von 1958 bis 1986 in Greymouth gelagert, als sie von der Museumsgesellschaft erworben wurde. Sie wurde dort gelagert, bis 2009 die Restaurierung für die stationäre Ausstellung begann. Diese wurde 2012 abgeschlossen.                                                                               |
| Heisler                    | Heisler Locomotive Works                  | 1494       | 1924 | Dampflok                                                                                 | Eine der wenigen von diesem Hersteller erhalten Getriebe-Lokomotiven. 1924 für Midland Saw Milling in Camerons gebaut. 1929 wurde sie an die New Forest Sawmills in Ngahere verkauft. Dann 1958 an den Kangaroo Creek. 1966 wurde sie eingelagert und 1969 durch die Museumsgesellschaft erworben. Sie wurde bis 2010 dort gelagert, als die Restaurierung als stationäres Ausstellungsstück begann, die 2012 abgeschlossen wurde. |
| TR 107 (TMS: TR 396) Rosie | A & G Price                               | 176        | 1957 | Diesellok                                                                                | Diese Diesellok wurde im Mai 1957 erstmals in Betrieb genommen. Während dieser Zeit wurde die vom Ways and Works Department at Middleton als WW 4733 umklassifiziert. Sie wurde später wieder als TR 107 zurückklassifiziert. 1978 erhielt sie die neue Nummer TR 396 und wurde 2005 außer Dienst gestellt. Sie wurde vom Museumsverein im gleichen Jahr erworben. Sie wurde bis 2007 genutzt, und danach restauriert. Die Generalüberholung wurde 2008 abgeschlossen und sie ist heute grün lackiert mit einem Schriftzug „Infants Creek Tramway“ auf der Motorhaube. Sie erhielt den Namen Rosie. |
| Nattrass                   | Nattrass Rail Tractors Ltd. Wellington    |            | 1875 | Traktor mit Schienenrädern                                                               | Umgebauter Fordson Traktor. Erfunden und patentiert im November 1924 durch den Autoverkäufer Howard Nattrass. Mit ihm können Sägemühlen in mit Pferdeeisenbahnen unerreichbare Gebiete vordringen. |